# Liste des épisodes de RuPaul's Drag Race All Stars

Cette liste présente la liste des épisodes de l'émission de télé-réalité américaine RuPaul's Drag Race All Stars.
L'émission est un concours de drag queens au cours duquel RuPaul, qui est à la fois présentatrice, mentor et source d'inspiration pour les candidates, sélectionne la « candidate qui entrera dans le Drag Race Hall of Fame ». Chaque semaine, les candidates sont soumises à différents défis et sont évaluées par un groupe de juges dont font partie RuPaul et d'autres personnalités qui critiquent la progression des participantes et leurs performances.

## Panorama des saisons
| Saison | Saison | Épisodes | Diffusion        | Diffusion        |
| Saison | Saison | Épisodes | Début de saison  | Fin de saison    |
| ------ | ------ | -------- | ---------------- | ---------------- |
|        | 1      | 6        | 22 octobre 2012  | 26 novembre 2012 |
|        | 2      | 9        | 25 août 2016     | 27 octobre 2016  |
|        | 3      | 8        | 25 janvier 2018  | 15 mars 2018     |
|        | 4      | 10       | 14 décembre 2018 | 15 février 2019  |
|        | 5      | 8        | 5 juin 2020      | 24 juillet 2020  |
|        | 6      | 12       | 24 juin 2021     | 2 septembre 2021 |
|        | 7      | 12       | 20 mai 2022      | 29 juillet 2022  |
|        | 8      | 12       | 12 mai 2023      | 21 juillet 2023  |
|        | 9      | 12       | 17 mai 2024      | 26 juillet 2024  |
|        | 10     | 12       | 9 mai 2025       | 17 juillet 2025  |

## Liste des épisodes
Dans la liste qui suit, le terme "Série №" renvoie au numéro de l'épisode de la série globale, alors que "Saison #" renvoie au numéro de l'épisode dans la saison en question.

### Saison 1 (2009)
| № | # | Titre original        | 1re diffusion    |
| - | - | --------------------- | ---------------- |
| 1 | 1 | It Takes Two          | 22 octobre 2012  |
| 2 | 2 | RuPaul's Gaff-In      | 29 octobre 2012  |
| 3 | 3 | Queens Behaving Badly | 5 novembre 2012  |
| 4 | 4 | All-Star Girl Groups  | 12 novembre 2012 |
| 5 | 5 | Dynamic Drag Duos     | 19 novembre 2012 |
| 6 | 6 | The Grand Finale      | 26 novembre 2012 |

### Saison 2 (2016)
| №  | # | Titre original                    | 1re diffusion      |
| -- | - | --------------------------------- | ------------------ |
| 7  | 1 | All Star Talent Show Extravaganza | 25 août 2016       |
| 8  | 2 | All Stars Snatch Game             | 1er septembre 2016 |
| 9  | 3 | HERstory of the World             | 8 septembre 2016   |
| 10 | 4 | Drag Movie Shequels               | 15 septembre 2016  |
| 11 | 5 | Drag Movie Shequels               | 22 septembre 2016  |
| 12 | 6 | Drag Fish Tank                    | 29 septembre 2016  |
| 13 | 7 | Family That Drags Together        | 6 octobre 2016     |
| 14 | 8 | All Stars Supergroup              | 13 octobre 2016    |
| 15 | 9 | Reunited                          | 20 octobre 2016    |

### Saison 3 (2018)
| №  | # | Titre original                                   | 1re diffusion    |
| -- | - | ------------------------------------------------ | ---------------- |
| 16 | 0 | Exclusive Queen RuVeal                           | 20 octobre 2017  |
| 17 | 1 | All-Star Variety Show                            | 25 janvier 2018  |
| 18 | 2 | Divas Lip Sync Live                              | 1er février 2018 |
| 19 | 3 | The B*tchelor                                    | 8 février 2018   |
| 20 | 4 | All Stars Snatch Game                            | 15 février 2018  |
| 21 | 5 | Pop Art Ball                                     | 22 février 2018  |
| 22 | 6 | Handmaids to Kitty Girls                         | 1er mars 2018    |
| 23 | 7 | My Best Squirrelfriend's Dragsmaids Wedding Trip | 8 mars 2018      |
| 24 | 8 | A Jury of Their Queers                           | 15 mars 2018     |

### Saison 4 (2018-2019)
| №  | #  | Titre original                    | 1re diffusion    |
| -- | -- | --------------------------------- | ---------------- |
| 25 | 1  | All Star Super Queen Variety Show | 14 décembre 2018 |
| 26 | 2  | Super Girl Groups, Henny          | 21 décembre 2018 |
| 27 | 3  | Snatch Game of Love               | 28 décembre 2018 |
| 28 | 4  | Jersey Justice                    | 4 janvier 2019   |
| 29 | 5  | Roast in Peace                    | 11 janvier 2019  |
| 30 | 6  | LaLaPaRUza                        | 18 janvier 2019  |
| 31 | 7  | Queens of Clubs                   | 25 janvier 2019  |
| 32 | 8  | RuPaul's Best Judy's Race         | 1er février 2019 |
| 33 | 9  | Sex and the Kitty, Girl 3         | 8 février 2019   |
| 34 | 10 | Super Queen Grand Finale          | 15 février 2019  |

### Saison 5 (2020)
| №  | # | Titre original                   | 1re diffusion   |
| -- | - | -------------------------------- | --------------- |
| 35 | 1 | All Star Variety Extravaganza    | 5 juin 2020     |
| 36 | 2 | I'm In Love!                     | 12 juin 2020    |
| 37 | 3 | Get a Room!                      | 19 juin 2020    |
| 38 | 4 | SheMZ                            | 26 juin 2020    |
| 39 | 5 | Snatch Game of Love              | 3 juillet 2020  |
| 40 | 6 | The Charles Family Backyard Ball | 10 juillet 2020 |
| 41 | 7 | Stand-Up Smackdown               | 17 juillet 2020 |
| 42 | 8 | Clap Back!                       | 24 juillet 2020 |

### Saison 6 (2021)
| №  | #  | Titre original                                        | 1re diffusion    |
| -- | -- | ----------------------------------------------------- | ---------------- |
| 43 | 1  | All Star Variety Extravaganza                         | 24 juin 2021     |
| 44 | 2  | The Blue Ball                                         | 24 juin 2021     |
| 45 | 3  | Side Hustles                                          | 1er juillet 2021 |
| 46 | 4  | Halftime Headliners                                   | 8 juillet 2021   |
| 47 | 5  | Pink Table Talk                                       | 15 juillet 2021  |
| 48 | 6  | Rumerican Horror Story: Coven Girls                   | 22 juillet 2021  |
| 49 | 7  | Show Up Queen                                         | 29 juillet 2021  |
| 50 | 8  | Snatch Game of Love                                   | 5 août 2021      |
| 51 | 9  | Drag Tots                                             | 12 août 2021     |
| 52 | 10 | Rudemption Lip-Sync Smackdown                         | 19 août 2021     |
| 53 | 11 | The Charisma, Uniqueness, Nerve and Talent Monologues | 26 août 2021     |
| 54 | 12 | This is Our Country                                   | 2 septembre 2021 |

### Saison 7 (2022)
| №  | #  | Titre original                                    | 1re diffusion    |
| -- | -- | ------------------------------------------------- | ---------------- |
| 55 | 1  | Legends                                           | 20 mai 2022      |
| 56 | 2  | Snatch Game                                       | 20 mai 2022      |
| 57 | 3  | The Realness of Fortune Ball                      | 27 mai 2022      |
| 58 | 4  | Fairytale Justice                                 | 3 juin 2022      |
| 59 | 5  | Draguation Speeches                               | 10 juin 2022     |
| 60 | 6  | Total Ru-quest Live                               | 17 juin 2022     |
| 61 | 7  | Legendary Legend Looks                            | 24 juin 2022     |
| 62 | 8  | Santa's School for Girls                          | 1er juillet 2022 |
| 63 | 9  | Dance Like a Drag Queen                           | 8 juillet 2022   |
| 64 | 10 | The Kennedy Davenport Center Honors Hall of Shade | 15 juillet 2022  |
| 65 | 11 | Drag Race Gives Back Variety Extravaganza         | 22 juillet 2022  |
| 66 | 12 | Lip Sync LaLaPaRuza Smackdown                     | 29 juillet 2022  |

### Saison 8 (2023)
| №  | #  | Titre original                           | 1re diffusion   |
| -- | -- | ---------------------------------------- | --------------- |
| 67 | 1  | The Fame Games                           | 12 mai 2023     |
| 68 | 2  | It's RDR Live!                           | 12 mai 2023     |
| 69 | 3  | The Supermarket Ball                     | 19 mai 2023     |
| 70 | 4  | Screen Queens                            | 26 mai 2023     |
| 71 | 5  | Snatch Game of Love - All Stars Season 8 | 2 juin 2023     |
| 72 | 6  | JOAN: The Unauthorized Rusical!          | 9 juin 2023     |
| 73 | 7  | Forensic Queens                          | 16 juin 2023    |
| 74 | 8  | You’re A Winner Baby!                    | 23 juin 2023    |
| 75 | 9  | Carson Kressley, This is Your Gay Life   | 30 juin 2023    |
| 76 | 10 | The Letter “L”                           | 7 juillet 2023  |
| 77 | 11 | The Fame Games Variety Extravaganza      | 14 juillet 2023 |
| 78 | 12 | Grand Finale - All Stars Season 8        | 21 juillet 2023 |

### Saison 9 (2024)
| №  | #  | Titre original                            | 1re diffusion   |
| -- | -- | ----------------------------------------- | --------------- |
| 79 | 1  | Drag Queens Save the World                | 17 mai 2024     |
| 80 | 2  | The Paint Ball                            | 17 mai 2024     |
| 81 | 3  | Snatch Game of Love - All Stars Season 9  | 24 mai 2024     |
| 82 | 4  | Smokin' Hot Firefighter Makeovers         | 31 mai 2024     |
| 83 | 5  | Property Queens                           | 7 juin 2024     |
| 84 | 6  | The National Drag Convention Roast        | 14 juin 2024    |
| 85 | 7  | Meeting in the Ladies Room                | 21 juin 2024    |
| 86 | 8  | Make Your Own Kind of Rusic               | 28 juin 2024    |
| 87 | 9  | Rosemarie's Baby Shower: The Rusical      | 5 juillet 2024  |
| 88 | 10 | Lip-Sync Lalaparuza Smackdown             | 12 juillet 2024 |
| 89 | 11 | Grand Finale Variety Extravaganza: Part 1 | 19 juillet 2024 |
| 90 | 12 | Grand Finale Variety Extravaganza: Part 2 | 26 juillet 2024 |

### Saison 10 (2025)
| №   | #  | Titre original                                  | 1re diffusion   |
| --- | -- | ----------------------------------------------- | --------------- |
| 91  | 1  | Winner Winner, Chicken Dinner                   | 9 mai 2025      |
| 92  | 2  | Murder On The Dance Floor                       | 9 mai 2025      |
| 93  | 3  | Hoop Queens Makeover                            | 16 mai 2025     |
| 94  | 4  | Eight Ball                                      | 23 mai 2025     |
| 95  | 5  | Rappin' Roast                                   | 30 mai 2025     |
| 96  | 6  | Starrbooty : The Rebooty                        | 6 juin 2025     |
| 97  | 7  | Wicked Good                                     | 13 juin 2025    |
| 98  | 8  | Stagecooch                                      | 20 juin 2025    |
| 99  | 9  | The Golden Bitchelor                            | 27 juillet 2025 |
| 100 | 10 | Tournament of All Stars Snatch Game             | 4 juillet 2025  |
| 101 | 11 | Tournament of All Stars Talent Invitational     | 11 juillet 2025 |
| 102 | 12 | Tournament of All Stars Smackdown for the Crown | 17 juillet 2025 |